# W9 (arme nucléaire)
Pour les articles homonymes, voir W9 (homonymie).

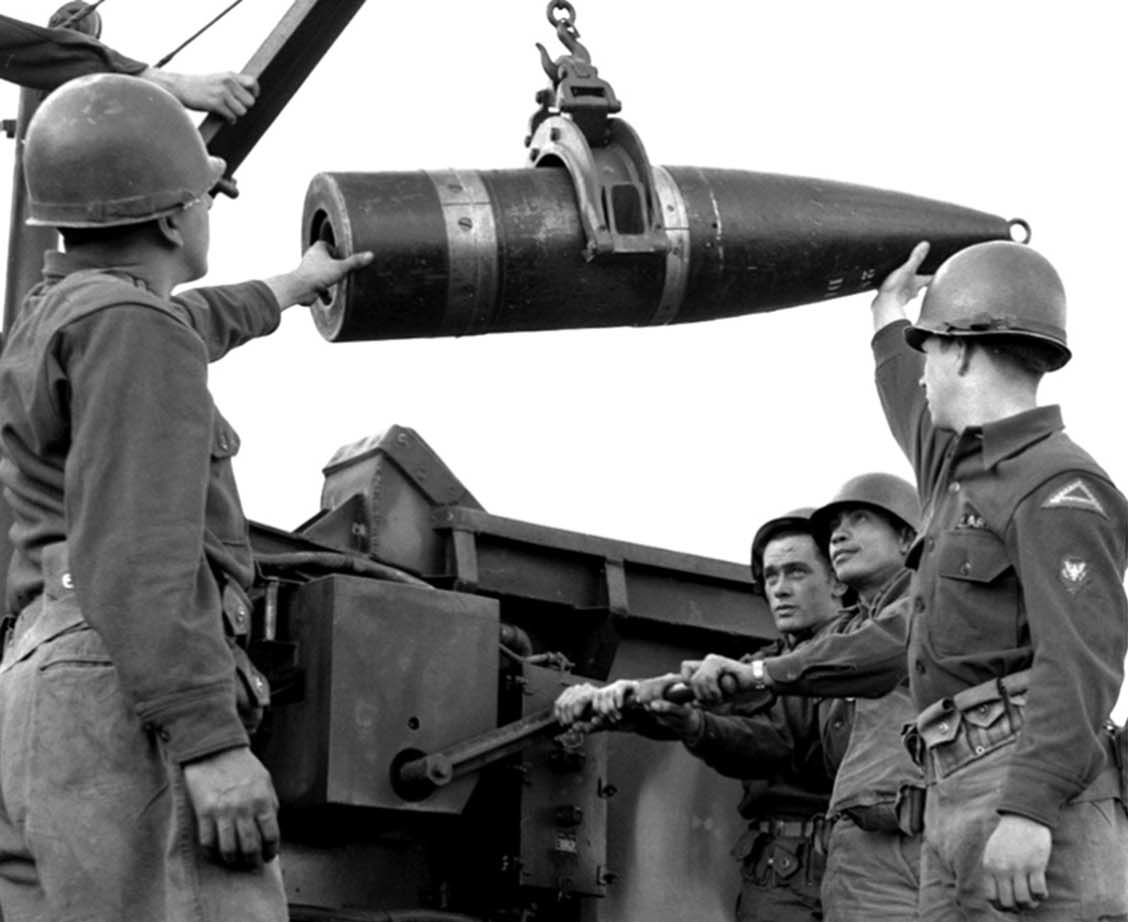
Un obus W9.

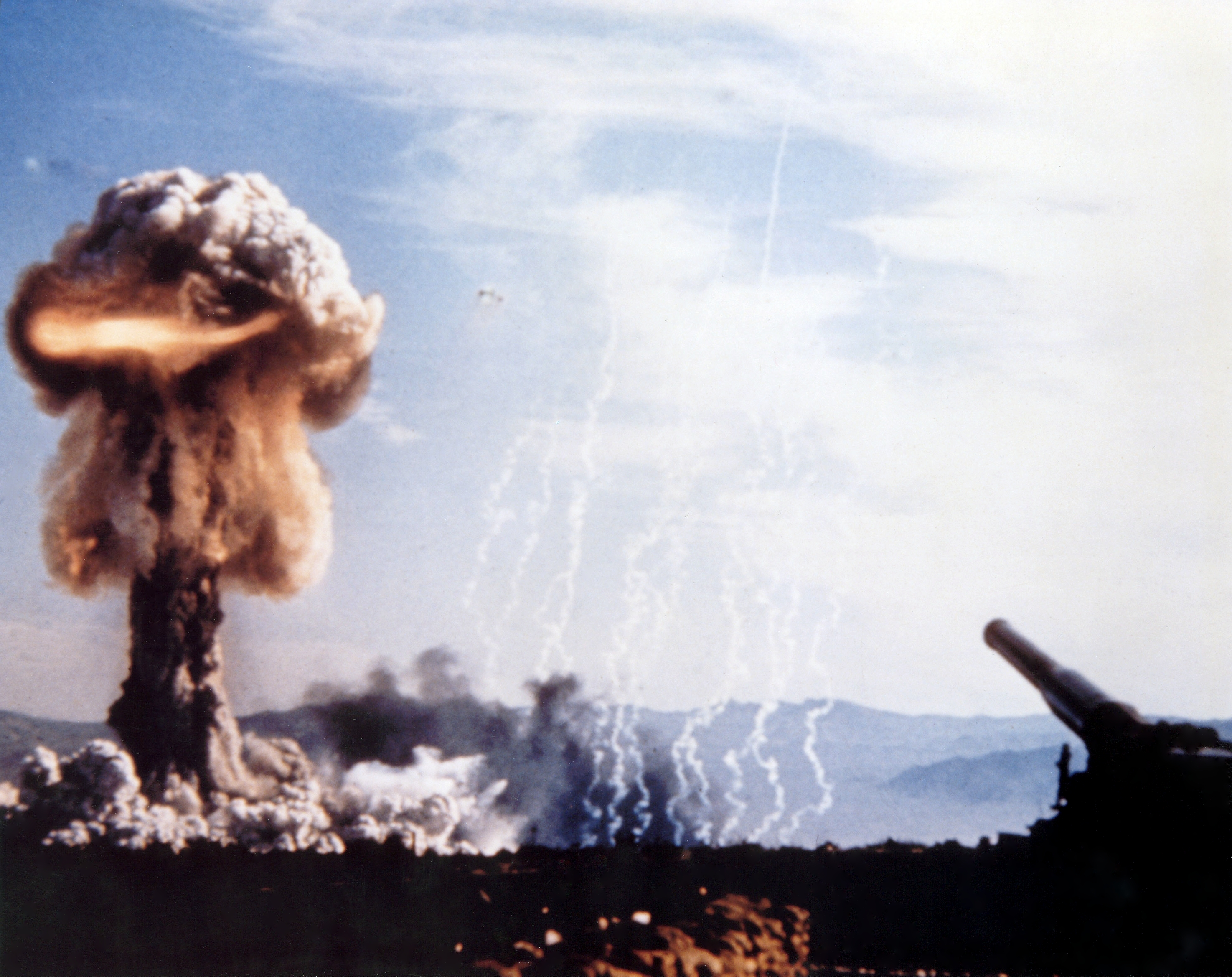
Nuage en champignon de l'explosion de l'unique obus W9 testé avec sa charge nucléaire le 25 mai 1953. Il avait une puissance de 15 kilotonnes, équivalente à la bombe Little Boy.

Le W9 était un obus atomique américain tiré depuis le M65 Atomic Cannon, d'un calibre de 11 pouces, soit 280 mm.

## Description
Le W9 avait un diamètre de 280 mm et une longueur de 138 cm. Pesant 364 kg, il dégageait une puissance de 15 kilotonnes, soit l'équivalent de la bombe Little Boy qui explosa au-dessus d'Hiroshima en août 1945.
La W9 est une arme nucléaire du type insertion, c'est-à-dire que la masse critique est obtenue en réunissant rapidement deux pièces qui s'emboîtent parfaitement. Elle s'appuie sur les mêmes principes que Little Boy.
Tirée depuis un canon, elle contenait environ 50 kilogrammes d'uranium hautement enrichi. L'uranium était d'une part moulé en un cylindre creux obtenu par empilement de larges rondelles et d'autre part moulé en un plus petit cylindre plein. Les deux cylindres s'ajustaient parfaitement lorsque le plus petit était glissé à l'intérieur du plus grand. Lors du tir, la déflagration d'un explosif poussait rapidement le petit cylindre dans le cylindre creux, leur réunion formait une masse critique qui causait l'explosion.
Elle a été fabriquée à 80 exemplaires à partir de 1952 et retirée du service en 1957. Les W9 retirées furent converties en T-4 Atomic Demolition Munition possédant une puissance explosive moindre.

## Tests
Un seul obus W9 a été testé le 25 mai 1953 lors du tir Upshot-Knothole Grable au site d'essais du Nevada à 8 h 30 (heure locale). La puissance prévue était de 15 kilotonnes et le projectile tiré par le M65 Atomic Cannon no 9 a explosé à 160 mètres au-dessus du sol à 10 km de l'obusier.
Par la suite, l'obus nucléaire W33 a été tiré à deux reprises pendant son développement. En considérant que Little Boy fait appel aux mêmes principes, ces quatre essais constituent les seuls essais connus d'armes atomiques du type insertion.